# Вашингтон (Западный Суссекс)
Вашингто́н, Уо́шингтон (англ. Washington) — деревня и община в районе Хоршем, графство Западный Суссекс, Юго-Восточная Англия.

## География, описание
Деревня была основана не позднее X века. Она расположена на отрогах меловой возвышенности Саут-Даунс.

Площадь деревни составляет 12,76 км², в ней проживают 1930 жителей, из которых 820 экономически активны, в 703 домохозяйствах (по переписи 2001 года).

C запада деревню огибает автодорога A24, с севера — A283.

В деревне функционируют паб, средняя школа (для детей от 4 до 13 лет, 300 мест), есть спортплощадка.

## Достопримечательности
- Церковь святой Марии[5], построенная рыцарем-бароном Филиппом де Браозом в конце XI века[3]
- Мельница (англ. smock mill) Рок-Милл (построена в 1823 году), на которой последние годы своей жизни (конец 1950-х — начало 1960-х годов) провёл известный композитор и преподаватель Джон Ирленд[англ.][6]
- Известный писатель Хилэр Беллок в своей поэме West Sussex Drinking Song заявил, что в гостинице Вашингтона подают самое лучшее пиво, из тех которые он знает[7]
- В Вашингтоне находится вымышленный санаторий «Лесной», где происходит противостояние Джеймса Бонда и графа Липпе (роман «Шаровая молния»)[7]
- В 300 метрах южнее деревни находится заброшенный меловой карьер
- В 2 километрах восточнее деревни находится городище Чанктонбери-Ринг[англ.], расположенное на одноимённом холме и являющееся участком особого научного значения[8]

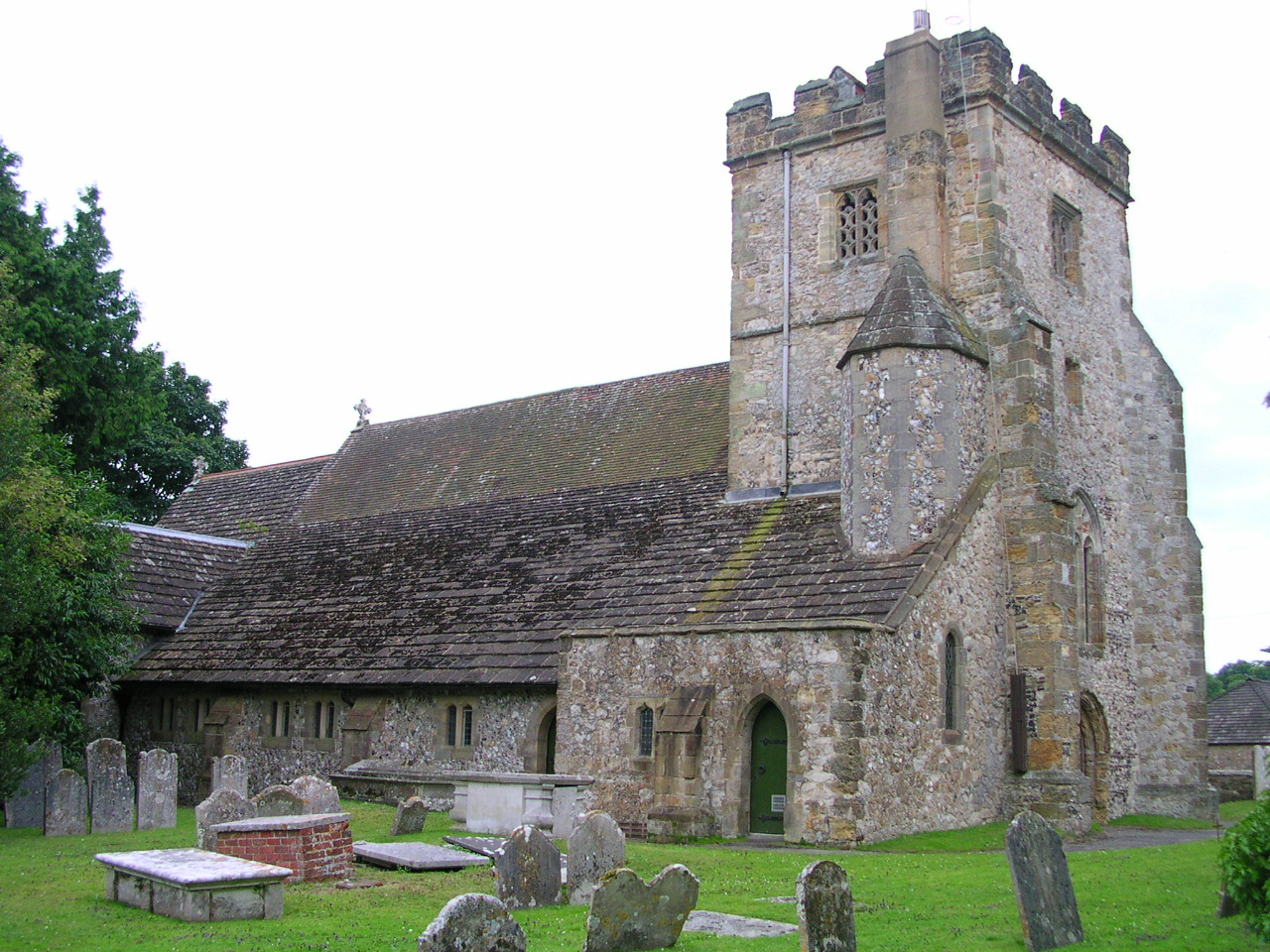
Церковь святой Марии
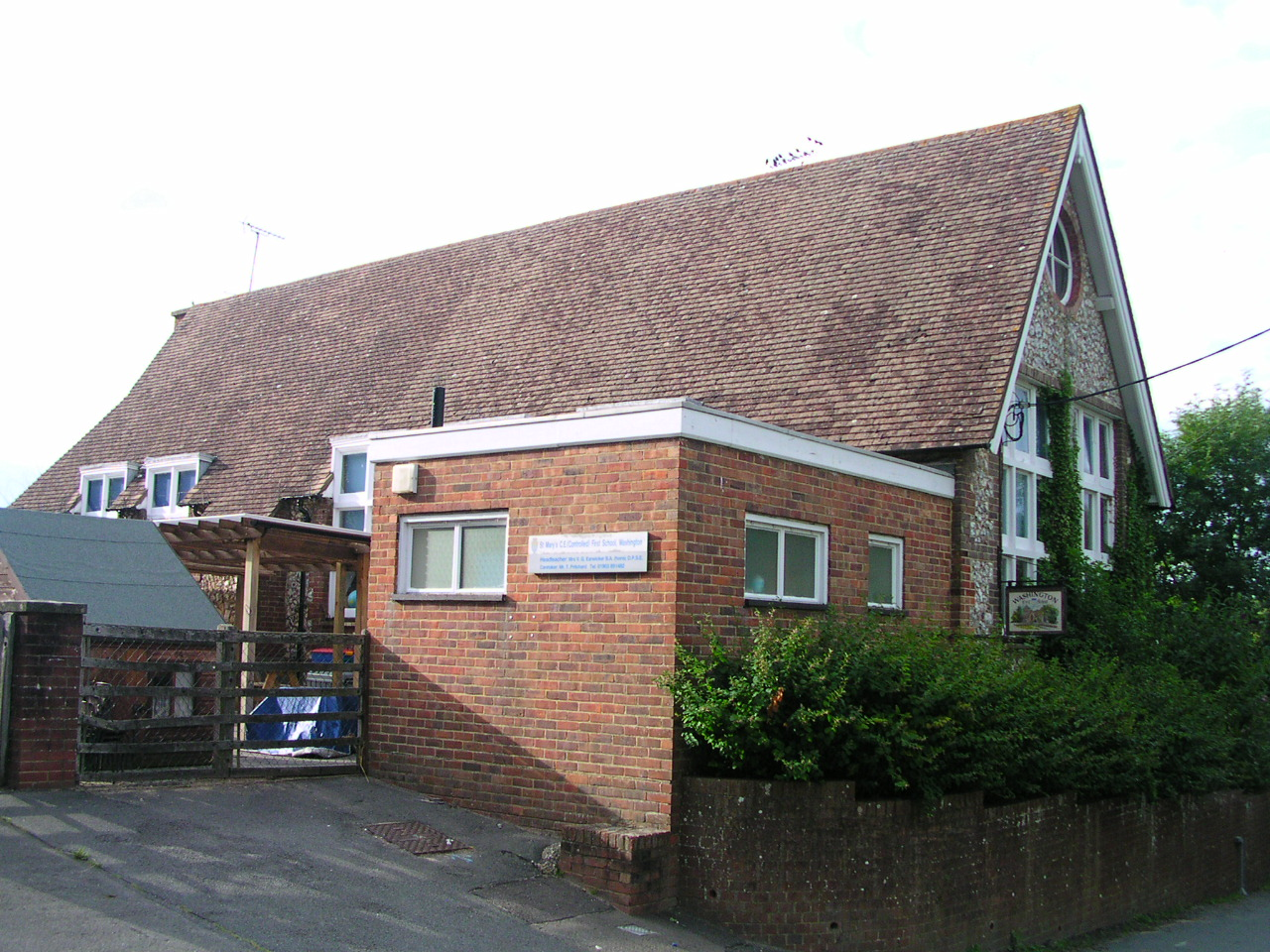
Школа
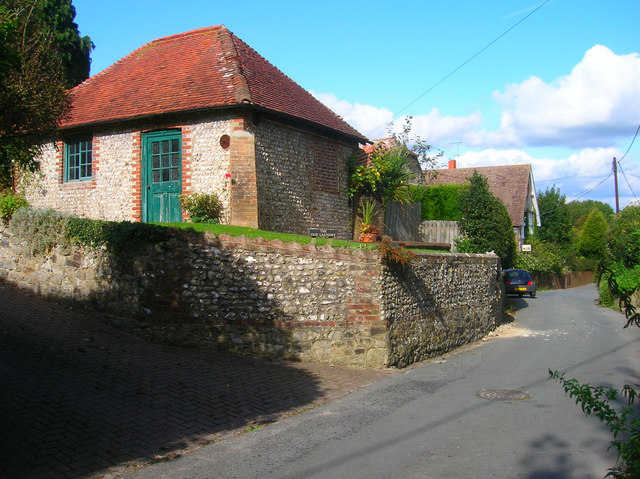
Прачечная (работает с 1867 года)
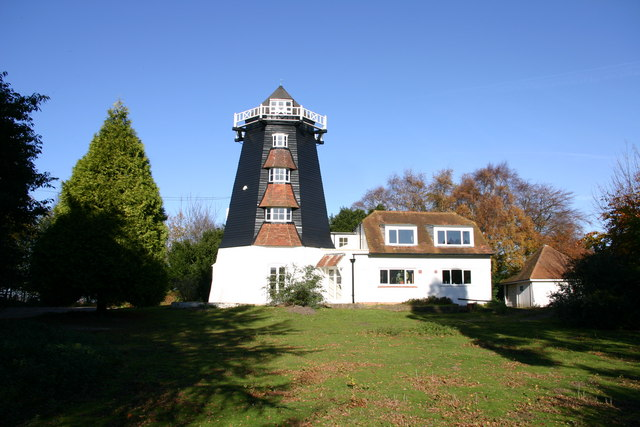
Мельница Рок-Милл
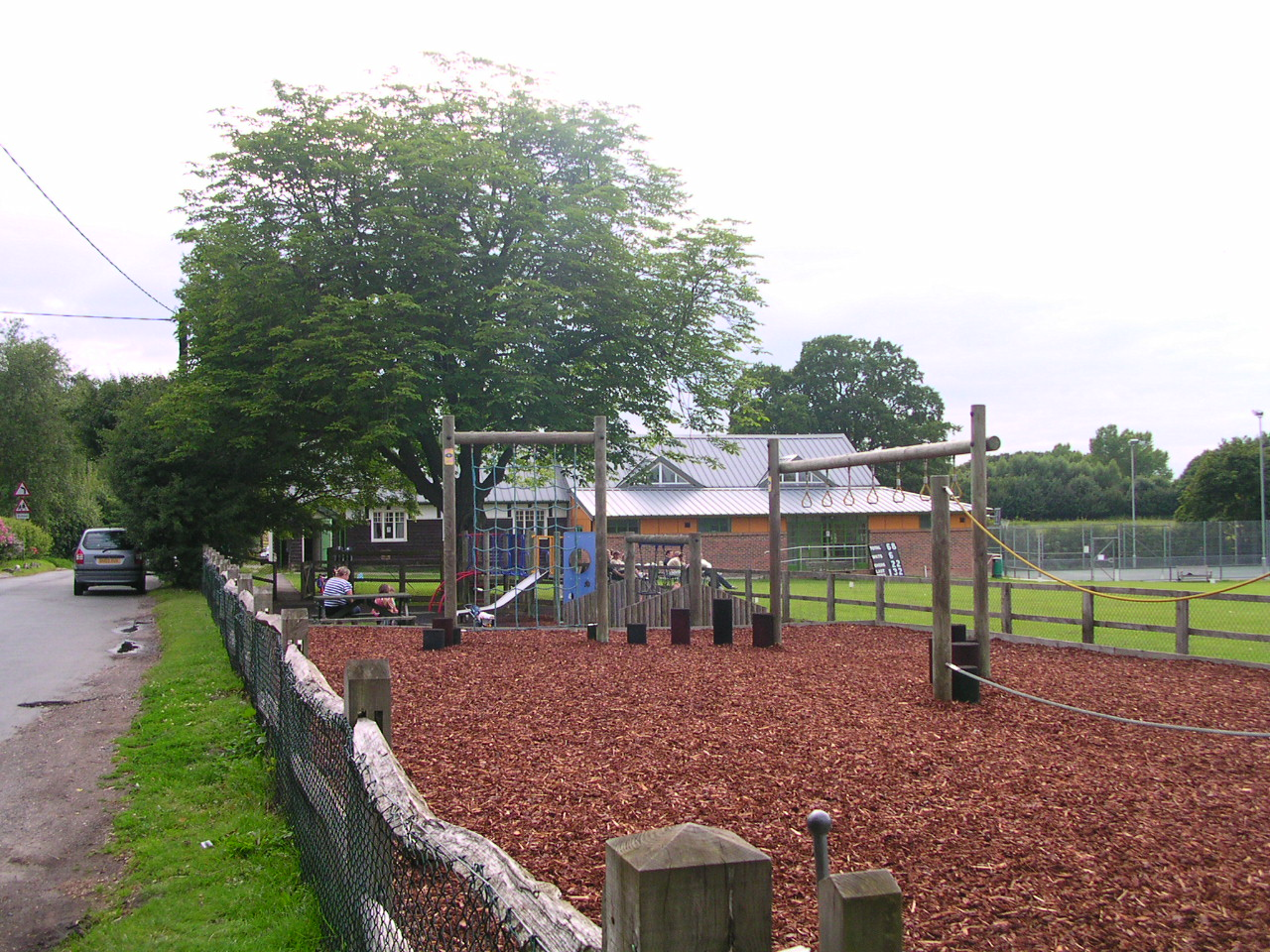
«Деревенская ратуша» (Village hall) и спортплощадка
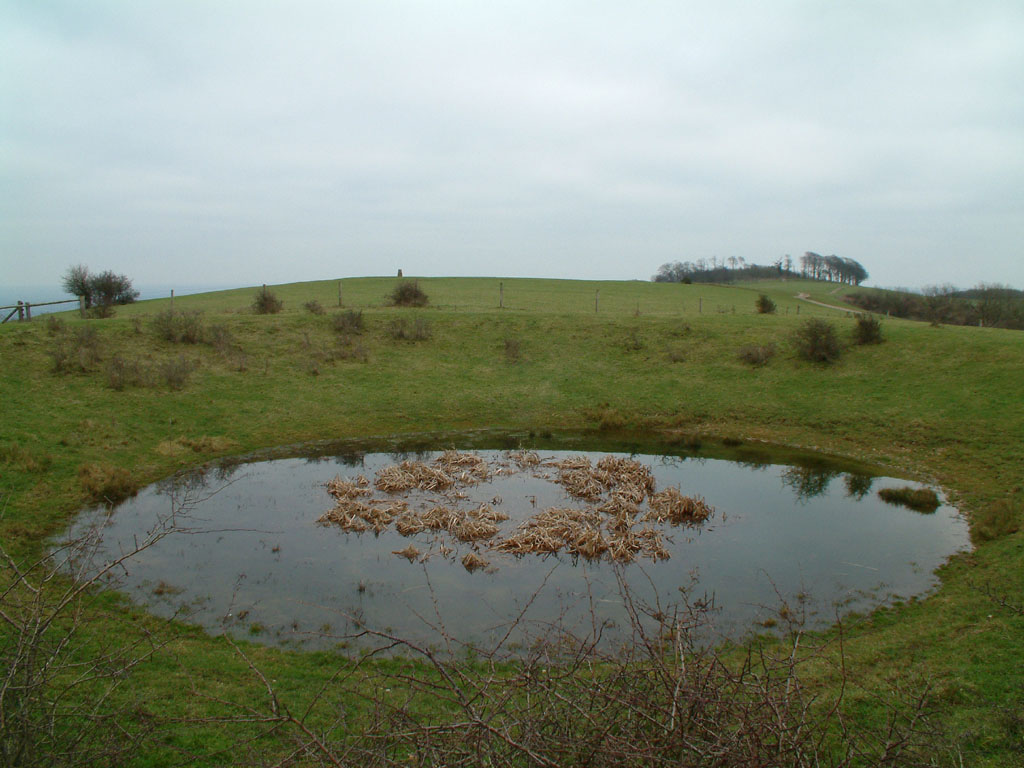
Пруд Дью на территории городища Чанктонбери-Ринг[англ.]
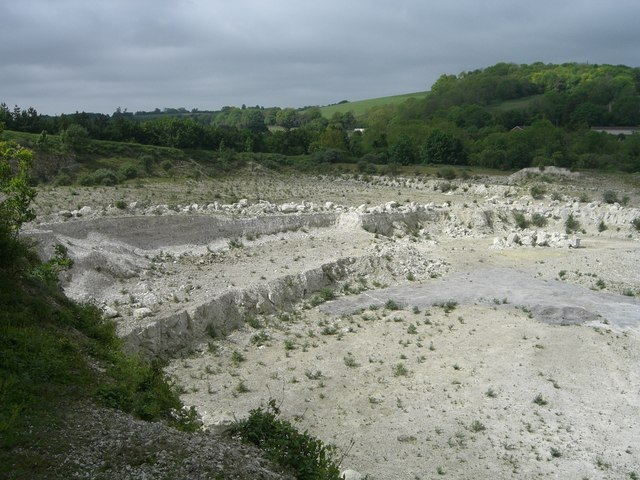
Заброшенный меловой карьер
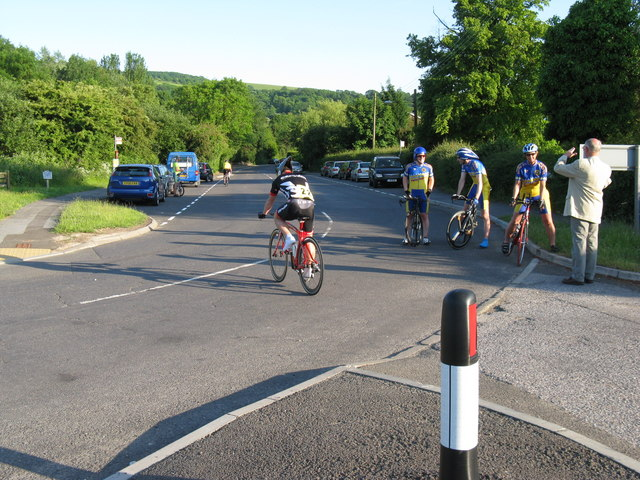
Велосостязание в деревне